# Међународна награда „Бранко Радичевић”
Међународна награда „Бранко Радичевић” додељује се страном песнику за допринос савременој поезији.
Награда је установљена 2006. и додељује се у оквиру традиционалне књижевне манифестације „Бранково коло“, која се редовно одржава од 1972. године. Уручује се сваке године у септембру, на Свечаном отварању Бранковог кола у Сремским Карловцима.
Награда се састоји од Повеље Бранковог кола и објављивања књиге са одабраним песмама добитника.

## Добитници
- 2006 —  Вјачеслав Купријанов
- 2007 —  Филип Танселен[1]
- 2008 —  Насо Вајена[2]
- 2009 —  Никита Данилов[3]
- 2010 —  Валериј Латињин[4]
- 2011 —  Керол Ен Дафи[5]
- 2012 —  Бабкен Симоњан[6]
- 2013 —  Славомир Гвозденовић[7]
- 2014 —  Петар Милошевић[8]
- 2015 —  Енес Кишевић[9]
- 2017 —  Јирген Израел[10]
- 2018 —  Олга Мартинова[11]
- 2019 —  Будимир Дубак[12]
- 2021 —  Хусеин Дервишевић[13]
- 2022 —  Ранко Рисојевић[14]
- 2023 —  Јелена Ленголд[15]